# Amphiglossus meva
Pour les articles homonymes, voir Meva.
Espèce
Statut de conservation UICN

 DD  : Données insuffisantes
Amphiglossus meva est une espèce de sauriens de la famille des Scincidae.

## Répartition
Cette espèce est endémique de Madagascar.

## Étymologie
Le nom spécifique meva vient du malgache meva, terme lié à la beauté, en référence à la splendide bicoloration de ce saurien.

## Publication originale
- Miralles, Raselimanana, Rakotomalala, Vences & Vieites, 2011 : A new large and colorful skink of the genus Amphiglossus from Madagascar revealed by morphology and multilocus molecular study. Zootaxa, no 2918, p. 47–67.